# Djebel Ousselat

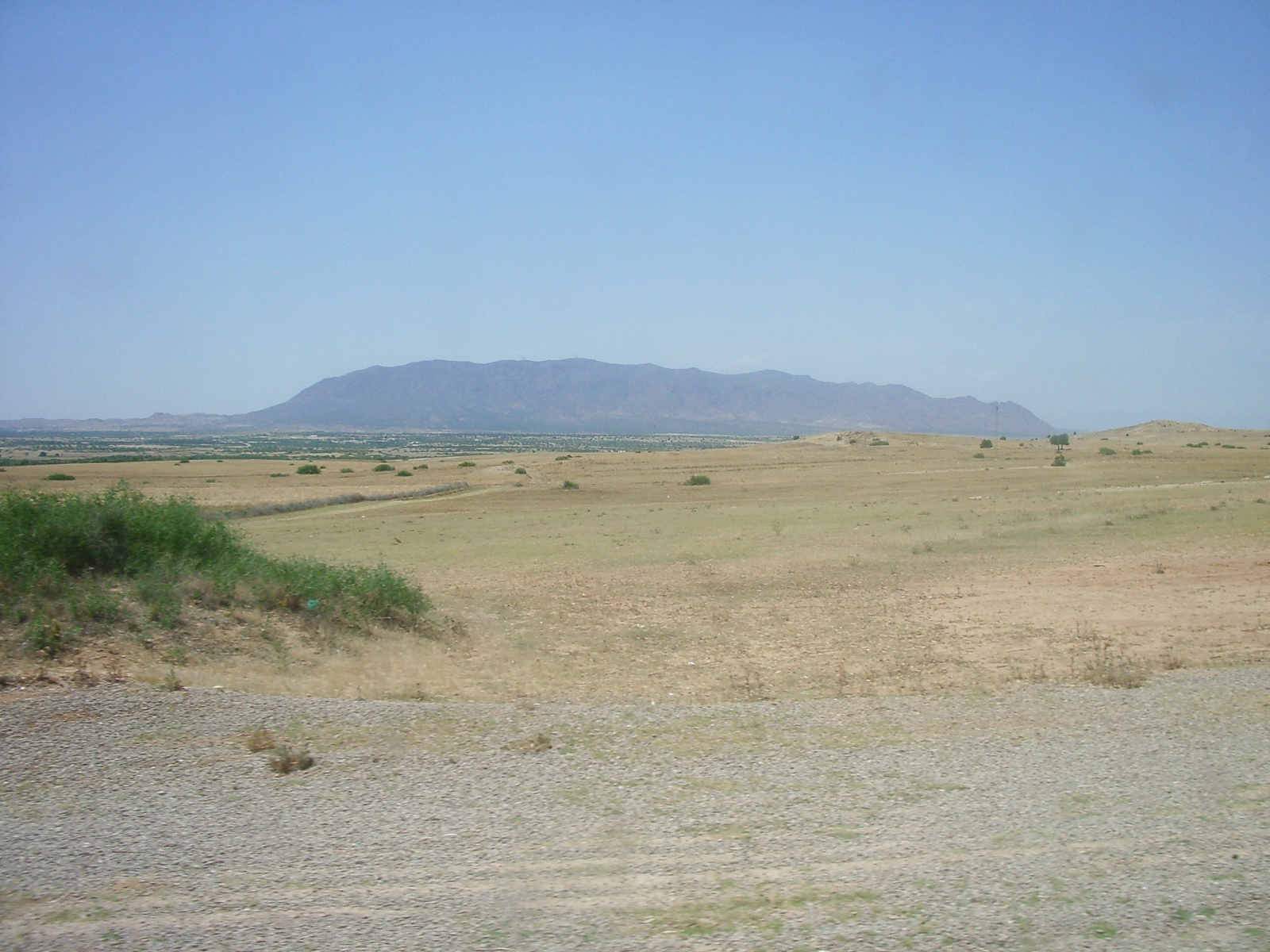
Djebel Ousselat

El Djebel Ousselat (àrab: جبل وِسْلاَت, Jabal Wislāt) és un massís muntanyós situat uns 35 km a l'oest de Kairuan, i al nord d'Haffouz. Té la seva continuïtat al nord amb el Djebel Bou Zabouss. Al vessant nord-oriental hi ha la vila d'Oueslatia o Ousselatia. Té a l'oest la plana d'Oueslatia i a l'est la plana de Kairuan. El punt culminant és el Djebel Chaib amb 895 metres. Hi ha restes d'ocupació humana al Neolític, amb pintures rupestres, especialment a Ain Khanfous (40 metres i 5 panells de pintures). La muntanya és de roca calcària. La pluviometria mitjana és d'uns 500 mm/any. Entre els arbres predomina el pi d'Alep. La vegetació està formada principalment per Marrubium vulgare, arbusts de lentiscs, llorers rosats i juniperus phoenicia, i a la part baixa romanins a la que segueix l'estepa. El romaní és destil·lat pels habitants i constitueix una font d'ingressos. Constitueix una reserva natural declarada pel govern tunisià.